# Puente de la Magdalena (Pamplona)
El puente de la Magdalena -entrada a la ciudad de Pamplona (Navarra, España) del Camino de Santiago- se encuentra situado en la playa de Caparroso, sobrepasando el río Arga. Construido en el siglo XII, pero con detalles góticos y remodelado en 1963.

## Historia
Durante siglos, millones de peregrinos han cruzado este puente para entrar en la ciudad de Pamplona.
En la Edad Media, los peregrinos cruzaban el puente con la esperanza de encontrar descanso tras haber superado las duras etapas que el Camino de Santiago les había puesto durante el transcurso de los Pirineos. Hoy en día sigue siendo una de las entradas más recurrentes a la ciudad. Los peregrinos suelen llegar desde Zubiri o Larrasoaña.
A la orilla del río, existe un crucero regalo que, en 1965, hizo la ciudad de Santiago de Compostela a la primera Asociación de Amigos del Camino de Santiago. Como curiosidad, esta asociación tiene como sede la ciudad navarra de Estella, pero el crucero en vez de colocarse en dicha localidad se colocó justo al lado del puente de la Magdalena.

## Puente
El puente de la Magdalena fue declarado Monumento Nacional en 1939. Por tanto, es Bien de Interés Cultural con categoría de Monumento.
El origen del puente es románico, aunque ha sido remodelado a lo largo del tiempo por eso se puede ver que tiene detalles del gótico, así como, materiales más modernos.
Fue construido en el siglo XII, y posteriormente fue modificado en el siglo XVl, (gótico). La última remodelación data del año 1963.
El nombre le viene del barrio donde se encuentra, La Magdalena. Aparte de ser un punto importante del Camino de Santiago, dicho puente forma parte del Parque fluvial del Arga.
El puente tiene cierto parecido con uno de los puentes medievales más importantes que cruzan el Camino de Santiago, el puente de Puente la Reina.